# Vosa norská
Vosa norská (Dolichovespula norwegica) je druh sociálního blanokřídlého hmyzu z čeledi sršňovitých. Patří mezi tzv. dlouholebé vosy, které se vyznačují protáhlejší hlavou.

## Popis
Dělnice vosy norské dorůstá délky 11–14 mm, samec 12–16 mm a královna 15–18 mm. Samci mají dlouhá tykadla. 
Zbarvení je typicky černo-žluté. Je podobná jiným druhům vos rozšířeným na našem území, od kterých se liší červenavými skvrnami po stranách druhého zadečkového článku. (Skvrny jsou u některých jedinců více, u jiných méně výrazné.) Skvrny mohou být přítomné i na prvním článku (tergitu) zadečku. Zbarvení vos norských není jednotné, některé znaky mohou chybět.
Bývá zaměňována s vosou saskou (Dolichovespula saxonica), která může mít na zadečku podobnou kresbu, nemá však na zadečku červenavé skvrny. Navíc má vosa saská všechny chlupy žluté, zatímco vosa norská má po stranách hrudníku četné černé chlupy. 

## Rozšíření
Celá Evropa kromě jižní části, Sibiř, na východ až do Japonska. V nižších polohách jsou vosy norské vzácné. Ve vyšších polohách jsou běžným druhem.

## Životní cyklus

### Zakládání hnízda
Hnízdo zakládá jediná královna na půdách a v temných koutech staveb a na větvích. Královnou odchovaných jedinců je obvykle několik desítek. Larvy jsou masožravé, ke svému vývoji potřebují bílkoviny. O potravu žádají škrábáním kusadly o stěny komůrky. Před metamorfózou, resp. zakuklením larvy zavíčkují buňku bílým vláknem. Dospělé vosy se prokoušou víčkem ven.

### Rozvoj hnízda
Kolonie vosy norské nejsou veliké, na vrcholu vývoje je ve hnízdě 200–300 dělnic. Dělnice jsou neplodné samice, které obstarávají všechny práce. Po vylíhnutí prvních dělnic královna přestane vyletovat z hnízda a již výhradně klade vajíčka dalších dělnic. Hnízdo je rozšířeno na kouli o průměru až 25 cm, vletový otvor je obvykle malý a je dole. Vosy hnízdo staví z rozžvýkaného čerstvého dřeva. Hnízdo bývá veliké 10–12 cm a obsahuje dva až šest plástů krytých několika vrstvami šedé papírové hmoty.

### Zánik kolonie
V pozdním létě královna naklade vejce samic a samců. Dělnice se z nich vyvinutým larvám a později dospělcům plně věnují. Stará královna je zanedbána, odlétá a hyne. Larvy dělnic jsou vyhozeny nebo snědeny. Pohlavní jedinci se líhnou a jsou i nadále po nějakou dobu krmeni. Samci někdy vyletují ven a sami se krmí nebo pracují jako dělnice. Poté se páří mimo hnízdo při tzv. rojení. Samci po páření hynou. Dělnice v hnízdě vyhynou bez náhrady, přežívají pouze oplozené samičky, které na jaře založí nová hnízda.

## Potrava
Častou potravou vos norských jsou mouchy. Usmrcují je pomocí kusadel, někdy i žihadla. Také mohou lovit housenky a jiné býložravé škůdce. Kořist je zpracována, vosy si nechávají jen hodnotnou část úlovku. Tím nakrmí larvy. Larvy vylučují živiny, které samy nepotřebují, a prostřednictvím vzájemného krmení (tzv. trofalaxe) je pak předávají dospělcům, pro které mají vysokou hodnotu.
Dospělé vosy norské se živí i různými sladkými šťávami, ovocem či medovicí červců.

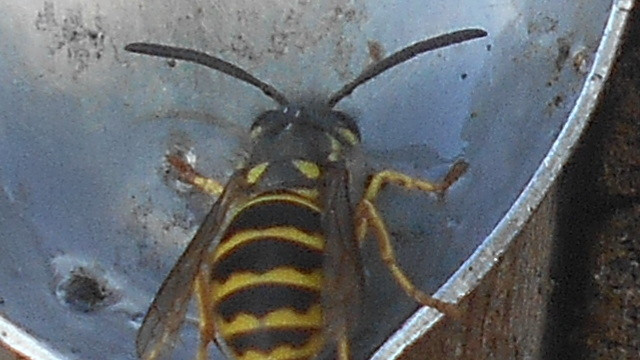
Dělnice vosy norské

Když se vosy přemnoží, mohou škodit např. v ovocných sadech. Množství vos je každý rok jiné a kolísá podle podmínek. Roky přemnožených vos jsou nazývány „vosí roky“.

## Obrana

### Agresivita
Vosy norské nepatří mezi agresivní druhy. Hnízdo brání jen v kritickém ohrožení, např. při prudkých pohybech vetřelce. Na obranu se mohou svolat poplašným feromonem (chemickým signálem). Vzhledem k nízkému počtu dělnic v hnízdě nejsou vosy norské zvláště nebezpečné. Poměrně bojovně se vosy norské chovají k ostatním vosám.

### Bodnutí
Jed vos norských není silný, zdravý člověk přežije několik stovek až tisíc žihadel. Jed má bolestivé účinky, vosy ho někdy používají k usmrcení kořisti, ale hlavně k obraně. Ve vlastní obraně obvykle vosy norské nebodají. Většinou se tak stane při nechtěném přimáčknutí.

## Mezitaxonové vztahy
Na evropském kontinentu je parazitem zlatěnka rakouská (Chrysis austriaca). Kromě toho zavedené hnízdo vosy norské může obsadit pavosa příživná (Dolichovespula adulterina), která je sociálním parazitem především vosy saské. Samice pavosy příživné pronikne do hnízda a díky silné kutikule a uklidňujícím feromonům se ubrání útokům obránců; usmrtí hostitelskou královnu a začne klást vlastní vajíčka pohlavních jedinců. Dělnice ji přijmou za svou královnu.